# 敷根崇裕
敷根 崇裕（しきね たかひろ、1997年12月7日 - ）は日本のフェンシング選手。大分県大分市生まれ。NEXUS FENCING CLUB所属。

## 来歴
フェンシング選手だった父・裕一の影響で幼稚園のときにフェンシングを始めた。
2015年11月、東亜学園高等学校3年のときにフェンシング・ワールドカップで男子フルーレ団体メンバーとして日本代表デビューを果たした。翌2016年、法政大学法学部へ進学。
2017年フェンシング世界選手権では、フルーレ個人で銅メダルを獲得、2017年夏季ユニバーシアードでは、男子フルーレ団体で金メダルを獲得した。
五輪初出場となる2020年東京オリンピックフェンシング男子フルーレでは準決勝まで進んだが、準決勝でダニエレ・ガロッツォ（イタリア）に、3位決定戦でホウペニトフ（チェコ）に敗れ、4位入賞となった。また、男子団体フルーレに、松山恭助、永野雄大、西藤俊哉と出場したが、3位決定戦でアメリカに敗れ、4位入賞となった。
2024年パリオリンピックのフェンシング競技男子フルーレ個人では2回戦でフランスのマキシム・ポティと対戦したが9対15で敗れた。同年、紫綬褒章受章。

## 主な成績
- 2017年フェンシング世界選手権 - 男子フルーレ個人銅メダル
- 2017年夏季ユニバーシアード - 男子フルーレ団体金メダル